# مصدر الاستخبارات وموثوقية المعلومات
مصدر الاستخبارات وأنظمة تصنيف موثوقية المعلومات تُستخدم في تحليل الاستخبارات. يُستخدم هذا التصنيف للمعلومات التي تم جمعها من قبل جامع الاستخبارات البشرية. هذا النوع من جمع المعلومات والوظائف موجود في العديد من المؤسسات الحكومية حول العالم.
وفقًا لإيون مونتاجو، ابتكر جون جوندفري هذا النظام عندما كان مديرا لقسم المخابرات البحرية (N.I.D) زمن الحرب العالمية الثانية.
يصنف النظام المستخدم من قبل القوات المسلحة الأمريكية موثوقية المصدر إضافة للمعلومات.
تصنَف موثوقية المصدر بين A ( تاريخ الموثوقية التامة) و E( تاريخ الموثوقية غير الصالحة)، وF  للمصدر الذي لا يملك سجلًا كافيا لتحديد مدى موثوقيته. ويتم تصنيف محتوى المعلومات بين 1 (مؤكد) و 5 (غير محتمل)، و6 للمعلومات التي لا يمكن تقييم موثوقيتها.
على سبيل المثال، المعلومات المؤكدة من مصدر موثوق لها التصنيفA1 ، المعلومات غير المعروف مدى موثوثقيتها من مصدر جديد لا يملك صيتًا لها التصنيف F6، المعلومات المتناقضة غير المنطقية من كاذب معروف لها التصنيف E5، المعلومات المؤكدة من مصدر مشكوك فيه إلى حد ما لها التصنيف C1.
مسند التقييم كما هو موضح في الأدلة الميدانية للجيش الأمريكي FM 2-22.3   ( انظر أيضا شيفرة البحرية).

## موثوقية المصدر
|   | التصنيف               | الوصف                                                                            |
| A | موثوق                 | لا شك في صحة المصدر، موثوقيته، وكفاءته. وله تاريخ الموثوقية التامة.              |
| B | موثوق عادةَ            | توجد شكوك بسيطة. لكن له تاريخ تقديم المعلومات الصحيحة عادةً.                      |
| C | موثوق إلى حد ما       | مشكوك. لكن قدم معلومات صحيحة في الماضي.                                          |
| D | عادةً لا يتم الوثوق به | مشكوك كثيرا. لكن قدم معلومات صحيحة في الماضي.                                    |
| E | غير موثوق             | يفتقر إلى الصحة والجدارة بالثقة والكفاءة. وله تاريخ تقديم المعلومات غير الصحيحة. |
| F | مجهول الموثوقية       | معلومات غير كافية لتقييم الموثوقية. قد يكون أو لا يكون موثوقًا.                   |

## موثوقية المعلومات
|   | التصنيف               | الوصف                                                                         |
| 1 | مؤكدة من مصادر معتمدة | منطقية، متناسقة ولها صلة بالمعلومات الأخرى. ومؤكدة من مصادر معتمدة.           |
| 2 | غالبًا صحيحة           | منطقية، متناسقة ولها صلة بالمعلومات الأخرى. ولكن غير مؤكدة.                   |
| 3 | ربما صحيحة            | منطقية ومعقولة ولها صلة بمعلومات أخرى. ولكن غير مؤكدة.                        |
| 4 | مشكوكة الصحة          | ليست منطقية ولكنها ممكنة. لا توجد معلومات أخرى حول هذا الموضوع وهي غير مؤكدة. |
| 5 | مستبعدة               | غير منطقية. وتتعارض مع المعلومات الأخرى ذات الصلة.                            |
| 6 | لا يمكن الحكم عليها   | لا يمكن تحديد صحة المعلومات.                                                  |